# Рукопись «Хамсе» (М—439)
Рукопись «Хамсе» — рукопись, содержащая две поэмы из «Хамсе» классика персидской поэзии Низами Гянджеви. Хранится в Институте рукописей Национальной академии наук Азербайджана.
Рукопись содержит поэмы «Лейли и Меджнун» и «Семь красавиц». Во многих местах рукописи порядок расположения поэм изменён в процессе переплетения. Текст переписан каллиграфическим насталиком в четыре столбца и заключён в рамку из разноцветных линий. Бумага среднеазиатского происхождения.
В рукописи имеются три миниатюры гератской школы живописи. Перед началом текста рукописи — красочный диван. Переплет — восточный, кожаный, коричневого цвета, с ромбовидными медальонами. Дата: 1110 год хиджры (1698/1699); 1010 (1601/1602). Количество листов — 84. Размер: 14 × 24. Шифр: М—439.